# Howling Wolf

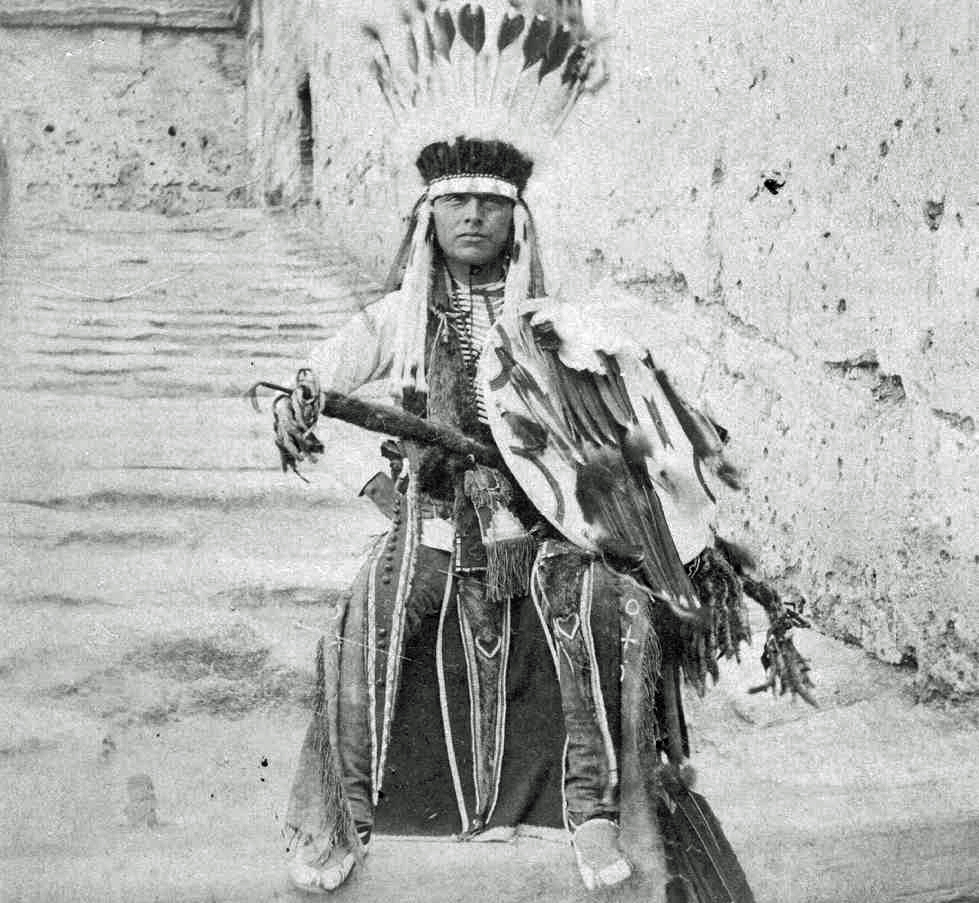
Howling Wolf, als Gefangener im Fort Marion

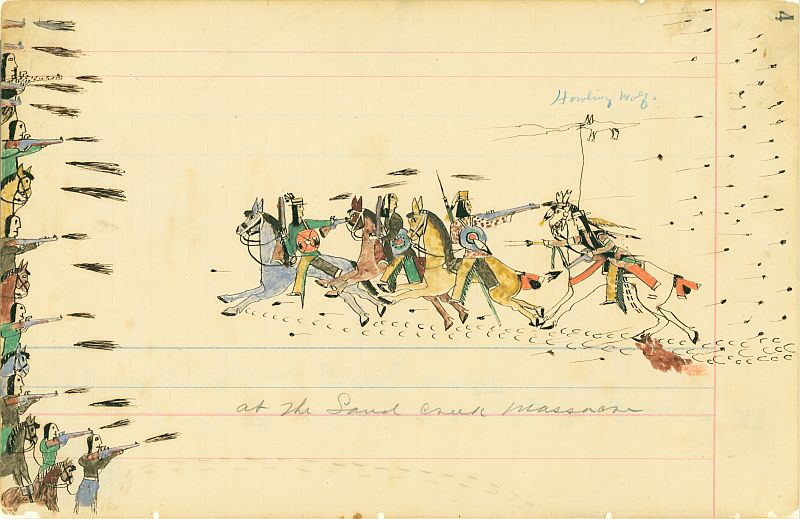
At the Sand Creek Massacre, 1874–1875 von Howling Wolf

Howling Wolf, Cheyenne Ho-na-nist-to (* 1849; † 5. Juli 1927 in Oklahoma) war ein Cheyenne-Krieger und Grafik-Künstler.
Howling Wolf gehörte zu den Kriegern von Häuptling Black Kettle von den südlichen Cheyenne. Zusammen mit ihm überlebte er als einer der wenigen das Sand-Creek-Massaker. Als Kriegsgefangener der US-Army im Fort Marion wurde er zum Künstler in Ledger Art. Howling Wolf blieb drei Jahre in Gefangenschaft.
1878 wurde er freigelassen und kehrte nach Oklahoma zurück, um im Cheyenne-Reservat zu leben. Ursprünglich wollte er an der Ostküste bleiben, um sich weiterzubilden, aber ein Augenleiden hinderte ihn daran. 1881 wandte sich Howling Wolf von den Gewohnheiten und vom Lebensstil der weißen Amerikaner ab und besann sich wieder auf seine Cheyenne-Traditionen. Er trug wieder die traditionelle Kleidung der Cheyenne und konsumierte Peyote als Teil der Indianer Rituale.
Howling Wolf starb 1927 bei einem Autounfall, als er von einer Wild-West-Show kommend nach Houston heimfuhr.